# Chris Lawrence (pilote automobile)
Pour les articles homonymes, voir Lawrence et Chris Lawrence.
Chris Lawrence, né le 27 juillet 1933 à Londres et mort le 13 août 2011 à Burghill, est un pilote automobile anglais.

## Biographie
Il a participé à deux Grand Prix de Formule 1 lors de la saison 1966 ainsi qu'à l'International Gold Cup 1966. Il a pour meilleur résultat une 11e place lors du Grand Prix automobile de Grande-Bretagne 1966.
Il a aussi piloté en endurance avec notamment cinq participations aux 24 Heures du Mans. Il a pour meilleur résultat une 13e place en 1962, auréolé d'une victoire de catégorie. Les quatre autres participations se sont soldées par trois abandons et une disqualification.

## Résultats en compétition automobile

### Résultats en championnat du monde de Formule 1
| Saison | Écurie                      | Châssis    | Moteur              | Pneus  | GP disputé | Points inscrits | Classement |
| ------ | --------------------------- | ---------- | ------------------- | ------ | ---------- | --------------- | ---------- |
| 1966   | J.A. Pearce Engineering Ltd | Cooper T73 | Ferrari 218 3.0 V12 | Dunlop | 2          | 0               | Non classé |

### Résultats aux 24 Heures du Mans
| Année | Équipe         | Équipier                   | Voiture            | Position | Position dans la classe |
| ----- | -------------- | -------------------------- | ------------------ | -------- | ----------------------- |
| 1962  | Morgan Motor   | Richard Shepard-Baron (pl) | Morgan Plus 4      | 13e      | 1er                     |
| 1963  | Deep Sanderson | Chris Spender              | Deep Sanderson 301 | Dsq      | Dsq                     |
| 1964  | Deep Sanderson | Gordon Spice               | Deep Sanderson 301 | Abandon  | Abandon                 |
| 1967  | Marcos         | Jem Marsh                  | Marcos Mini GT     | Abandon  | Abandon                 |
| 1968  | Chris Lawrence | John Wingfield             | Deep Sanderson 302 | Abandon  | Abandon                 |